# Vasalja
Vasalja (Duits: Walschenau) is een plaats (község) en gemeente in het Hongaarse comitaat Vas. Vasalja telt 341 inwoners (2001).